# Ilha das Andorinhas

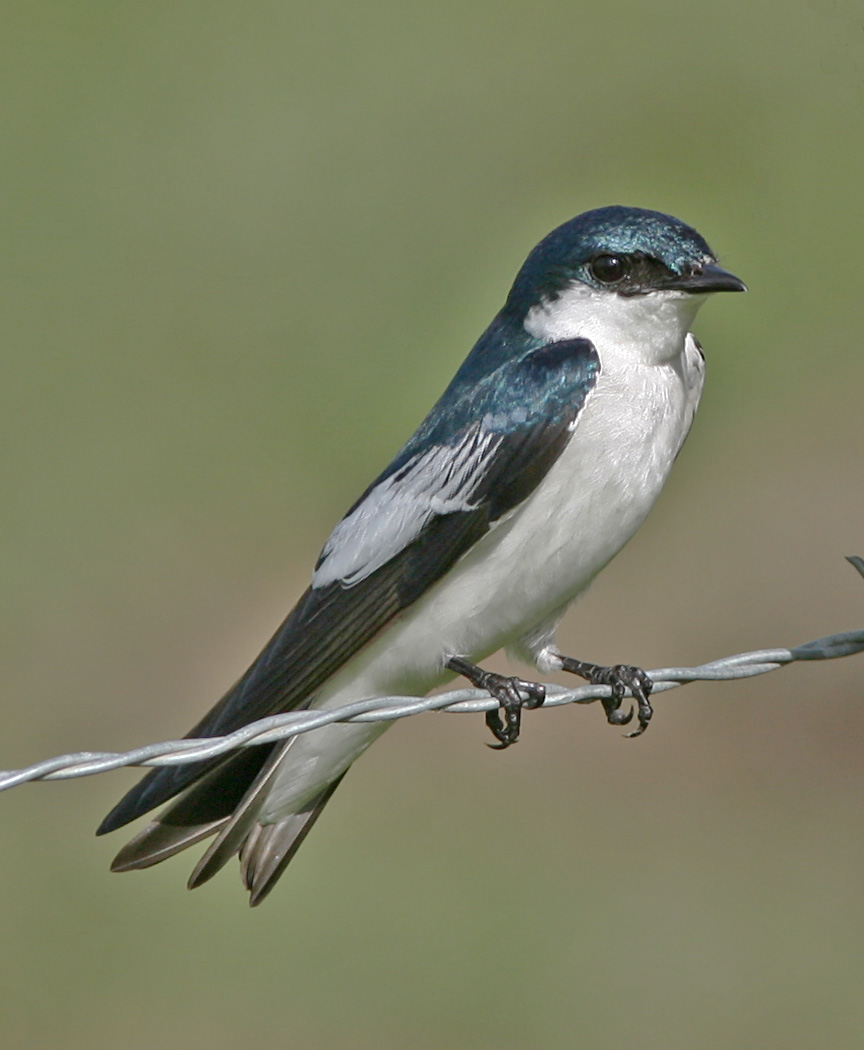
Presume-se que a denominação da ilha venha da andorinha-do-rio

Ilha das Andorinhas é uma ilha fluviomarinha situada na desembocadura do rio Paraíba do Norte, no município de Santa Rita, no estado da Paraíba, no Brasil. Localiza-se na ponta norte da Ilha Stuart, no canal que separa esta da Ilha da Restinga, e é a menor das cinco mais importantes ilhas estuarinas paraibanas. Com 15 hectares de superfície (0,15 km²), Andorinhas é parte de uma complexa rede de canais e ilhas que formam a foz do rio Paraíba.

## História
Junto com a ilha Stuart, a ilha das Andorinhas — à época, denominada "ilha dos Porcos" — era de propriedade do inglês Francisco Jordão Stuart, que as vendeu a uma senhora de nome Francisca Maria da Conceição em 1856. Em documento, tal senhora fez a seguinte declaração quando da compra da ilha (em português da época):
Eu, abaixo assinada, declaro que sou possuidora de uma ilha denominada Stuart, com meia légua de cumprido e um quarto de légua de largura, pouco mais ou menos, dentro da qual se compreendem os logarejos ilha dos Porcos e ilha da Cotia, sita na freguezia de N. S. do Livramento, contestando pelo nascente com o rio Paraíba, pelo poente com o braço de rio que vai para Livramento, pelo norte com a barra do Cabedêlo, e pelo sul com a ilha do Tirirí.— Cidade da Paraíba, 15 de junho de 1856
Desde então, a ilha passou por sucessivas posses.

## Características
A fauna e a flora de Andorinhas são as mesmas comuns às demais ilhas estuarinas do Paraíba, o que inclui aves, crustáceos e diversos tipos de peixes. Em 2006, um levantamento da avifauna do estuário revelou a ocorrência de 89 espécies de aves endêmicas ou migratórias, tornando a ilha um santuário para repouso e nidificação de muitas espécies.
A vegetação está praticamente intacta e é formada unicamente por um extenso e luxuriante manguezal bem preservado.
De propriedade particular, não há água potável, construções, luz nem população residente. Também não há nenhuma forma de acesso à ilha, como atracadouro ou píer. Tal isolamento contribui para que Andorinhas continue em estado natural e longe da intervenção humana.